# Gemma Davison
Gemma Davison (Barnet, 17 aprile 1987) è una calciatrice inglese, centrocampista o ala del Watford.
Plurititolata, in carriera ha giocato, oltre che in patria, anche nei campionati professionistici statunitensi, indossando inoltre le maglie della nazionale inglese, dalle formazioni giovanili alla nazionale maggiore.

## Palmarès

### Club
- Campionato inglese: 4

Arsenal: 2012
Liverpool: 2014
Chelsea: 2015,  2017-2018
- United Soccer Leagues W-League: 1

Buffalo Flash: 2010
- Women's Professional Soccer: 1

Western New York Flash: 2011
- FA Women's Cup: 2

Arsenal: 2013
Chelsea: 2015
- FA Women's Premier League Cup: 1

Arsenal: 2013

### Individuale
- Squadra femminile dell'anno della PFA: 1

2013